# Limenitis takamukuana
Limenitis takamukuana är en fjärilsart som beskrevs av Matsumura 1931. Limenitis takamukuana ingår i släktet Limenitis och familjen praktfjärilar. Inga underarter finns listade i Catalogue of Life.